# Łucznictwo na Letnich Igrzyskach Olimpijskich 1900 – sur la perche à la pyramide
Sur la perche à la pyramide było jedną z sześciu konkurencji łuczniczych na Letnich Igrzyskach Olimpijskich 1900. Zawody rozegrane zostały w dniach 15-16 lipca w Lasku Vincennes w Paryżu. Wzięło w nich udział 129 zawodników z 3 państw (Belgii, Francji i Holandii).
Tarcza, do której strzelali łucznicy, ustawiona była na wysokości 28 metrów.
Złoty i srebrny medal olimpijski zdobyli Francuzi Émile Grumiaux i Auguste Serrurier, natomiast brąz zdobył Belg Louis Glineur.

## Finał
| Poz.   | Zawodnik           |                    |
| ------ | ------------------ | ------------------ |
| złoto  | Émile Grumiaux     |                    |
| srebro | Auguste Serrurier  |                    |
| brąz   | Louis Glineur      |                    |
| 4-129  | nieznani zawodnicy | nieznani zawodnicy |

Wyniki poszczególnych zawodników są nieznane.